# Curtis Salgado
Curtis Salgado (* 4. Februar 1954 in Everett, Washington) ist ein US-amerikanischer Blues-, Rhythm-&-Blues- und Soulsänger. Er spielt in seiner eigenen Band Mundharmonika und ist deren Leadsänger.

## Karriere
Salgados Interesse an der Musik begann in seiner Jugend, als er Jazzplatten hörte und ebenso Blues und Soul von Johnnie Taylor, Otis Redding und O. V. Wright. Der Einfluss dieser Sänger ist noch heute in seinem Gesang bemerkbar. Als seine Schwester eine Platte von Little Walter nach Hause brachte, begann er mit dem Mundharmonikaspiel. Ein weiterer Anstoß für seine Musikerkarriere war ein Konzert von Count Basie, das er im Alter von zwölf Jahren besuchte. Im Laufe der Zeit wurde Curtis Salgado ein Teil der sich ausbreitenden Bluesszene im Nordwesten.
Schließlich gründete er 1972 eine eigene Band namens Three-Fingered Jack. Im Anschluss daran wurde er für sechs Jahre Mitglied in der Band des aufstrebenden Bluesmusikers Robert Cray, mit dem er das Album Who´s Been Talking aufnahm. In dieser Zeit spielte er auch mit Bluesgrößen wie Muddy Waters, Bobby Bland, Albert Collins, Stevie Ray Vaughan und Bonnie Raitt. Neben seinen Fähigkeiten als Sänger ist der Künstler auch ein hervorragender Mundharmonikaspieler. Bei einem Dreh in Eugene, dem Heimatort Salgados, lernte John Belushi ihn kennen und lernte von ihm Blues- und Rhythm-&-Blues-Geschichte. Aus diesen Kenntnissen heraus entwickelte Belushi die Figuren von Jake und Elwood Blues, den Hauptfiguren im Film Blues Brothers. Das erste Album der Blues Brothers ist Curtis Salgado gewidmet und der Charakter, der von Cab Calloway dargestellt wird, trägt im Film den Namen Curtis.
Er verließ die Robert Cray Band, bevor sie zu ihrem nationalen Durchbruch kam, und wurde von 1984 bis 1986 Sänger von Roomful of Blues. Ab den 1990er-Jahren widmete er sich seiner eigenen Karriere. 1990 nahm er auch gemeinsam mit Carlos Santana auf. Seine Alben veröffentlichte er hauptsächlich für das Shanachie-Label.
2004 wurde bei ihm Leberkrebs diagnostiziert. Ihm wurden noch acht Monate Lebenszeit gegeben, doch mit der Hilfe seiner Musikerfreunde konnte das Geld für eine Lebertransplantation aufgebracht werden. So veranstalteten Steve Miller, Robert Cray, Bonnie Raitt, Taj Mahal, The Phantom Blues Band, Everclear and Little Charlie & the Nightcats Benefizveranstaltungen. 2008 war er wieder gesund und konnte seine musikalische Karriere fortsetzen.
Zu den Höhepunkten gehören auch Soloauftritten mit verschiedenen anderen Harmonikaspielern wie Mark Hummel, Rick Estrin, Rusty Zinn, Jerry Portnoy, Charlie Musselwhite, Lee Oskar, Johnny Dyer und John Mayall.
2010 wurde er als bester Soul/Blues-Künstler des Jahres für den Blues Music Award nominiert.
2018 gewann er den Blues Music Award als bester Blues Male Artist.

## Diskografie

### Alben
- 1991  Curtis Salgado & the Stilettos   JRS Records
- 1995  More Than You Can Chew  Priority
- 1997  Hit It'n Quit It  Lucky Records
- 1999  Wiggle Outta This  Shanachie
- 2001  Soul Activated  Shanachie
- 2004  Strong Suspicion  Shanachie
- 2008  Clean Getaway  Shanachie
- Live at the Roadhouse   Criminal Records
- 2016  The Beautiful Lowdown  Alligator

### Gastauftritte (Auswahl)
- Robert Cray Who's Been Talkin' (1980)[5]
- Otis Grand Nothing Else Matters (1995)
- Robert CrayHeavy Picks: The Robert Cray Collection (1999)
- R. L. Burnside Well Well Well (2001)
- Strange Tones We're on Our Way (2007)
- Legendary Rhythm & Blues Revue Command Performance (2008)
- Barrelhouse Chuck 25 Years of Chicago Piano, Vol. 3 (2008)